# 米歇尔·洛佩斯·努涅斯
米歇尔·洛佩斯·努涅斯（西班牙語：Michel López Núñez，1976年11月5日—），古巴男子拳击运动员。他曾代表古巴参加2004年夏季奥林匹克运动会拳击比赛，获得男子91公斤以上级铜牌。